# Episcea sancta
Episcea sancta är en fjärilsart som beskrevs av W. Warren 1901. Episcea sancta ingår i släktet Episcea och familjen björnspinnare. Inga underarter finns listade i Catalogue of Life.